# 한양대학교 올림픽체육관
한양대학교 올림픽체육관(漢陽大學校 올림픽體育館)은 서울특별시 성동구 한양대학교 내에 있는 실내 체육 경기장이다. 1986년 아시안 게임과 1988년 서울 올림픽의 배구 경기장으로 사용되었다.